# جام حذفی فوتبال تهران ۳۸–۱۳۳۷
جام حذفی فوتبال تهران ۳۸–۱۳۳۷ یک دوره مسابقات فوتبال حذفی بود که در فصل ۳۸–۱۳۳۷ در فوتبال تهران برگزار شد و با قهرمانی تاج و نایب قهرمانی شاهین پایان یافت. این دوره نهمین دوره بازی‌های جام حذفی فوتبال تهران بود.

## نحوه برگزاری مسابقات
بازی‌ها از اسفند ماه ۱۳۳۷ و با حضور ۸ تیم در مرحله یک چهارم نهایی آغاز شد. بازی‌های مراحل یک چهارم نهایی و نیمه‌نهایی در اسفند ۱۳۳۷ برگزار شدند و دیدار فینال به بهار سال بعد، ۱۳۳۸، موکول شد.

### مرحله یک‌چهارم نهایی
در یکی از بازی‌های مرحله یک چهارم نهایی بازیکنان تیم شعاع در اعتراض به تصمیم داور در اعلام پنالتی به سود تیم تاج در دقیقه ۶۵ زمین مسابقه را ترک کردند و نتیجه این بازی ۵–۰ به سود تاج اعلام شد.

### نیمه‌نهایی
یکی از دو دیدار نیمه‌نهایی بین دو تیم تاج و دارایی برگزار شد. بازی نخست مساوی شد و بازی تکراری برگزار شد که با پیروزی ۲–۰ تاج همراه بود تا این تیم در کنار شاهین برای دومین فصل پیاپی برگزار کننده دیدار فینال جام حذفی فوتبال تهران باشد.

### فینال
دیدار نخست فینال در ۲۷ فروردین ۱۳۳۸ برگزار شد و با تساوی ۲–۲ تاج و شاهین خاتمه یافت. دیدار تکراری دو هفته بعد در ۱۰ اردیبهشت برگزار شد و آن دیدار نیز مساوی (این بار ۰–۰) شد. دیدار سوم دو هفته بعد و در ۲۴ اردیبهشت برگزار شد و این بار تاج توانست ۲–۰ پیروز شود تا عنوان قهرمانی جام حذفی تهران را برای سومین بار از آن خود کند.

## قهرمان
| قهرمان جام حذفی تهران ۳۸–۱۳۳۷ |
| ----------------------------- |
| تاج                           |
| سومین قهرمانی                 |